# Sümegi Vilmos
Sümegi Vilmos, született Kohn Vilmos (Sümeg, 1864. április 4. – Budapest, 1938. november 16.) országgyűlési képviselő és hírlapíró. 

## Élete
Kohn Jakab és Schwarzberger Anna fia. Szülőhelyén végezte középiskolai tanulmányait. Igen fiatalon a hirlapírói pályára lépett; 1881-ben munkatársa volt a Polónyi Géza főszerkesztése alatt megjelent Nemzeti Ujság című függetlenségi napilapnak. Később egy kőnyomatos szerkesztője volt, majd a Budapesti Hirlap kiadóhivatalában nyert alkalmazást, ahol egy évtizedig dolgozott. 1893-ban Holló Lajossal együtt megalapította a Magyarország című napilapot, melynek vezető igazgatója volt. Megalapítója volt a fővárosi hírlapkiadóhivatali tisztviselők segítő-egyesületének és igazgatósági tagja a Magyar Újságkiadók Országos Szövetségének. 
Tanulmányai fejlesztése és tapasztalatai gyarapítása céljából többször beutazta Franciaországot, Belgiumot, Svájcot, Olaszországot és Németországot. Megalapította a Balatonvidéki Kört. 1905-ben megválasztották a Széchenyi Imre gróf elnöklete alatt megalakult Balaton Szövetség igazgatóságába és a Balatonboglári Fürdőegyesület társelnökének. Elnöke a volt budapesti VI. kerületi kültelki polgárok egyesületének és a VI. kerületi kültelki demokrata körnek. Az ő kezdésére létesült a Napközi Otthon intézménye, melynek révén naponta több ezer szegény gyermek táplálékot és gondos felügyeletet nyert a Terézváros kültelkén. Számos jótékonysági egyesület működésében vett részt. Elnöke volt a VI. kerületi II. számú iskolaszéknek és választott rendes tagja Budapest székesfőváros törvényhatóságának. 
A főváros kulturális, társadalmi és politikai életében fáradhatatlanul buzgólkodott a kuruc ellenzéki eszmék terjesztésében. Az 1901. évi képviselőválasztás alkalmával mint a függetlenségi és '48-as párt jelöltje kisebbségben maradt a letenyei választókerületben. Az 1904. november 4-ei időközi választáson a gyergyószentmiklósi kerület első ízben választotta meg függetlenségi és 48-as programmal. 1905-ben és 1906-ban ismét nagy többséggel megválasztották. Az 1905-6-os válság alatt tevékeny részt vett a főváros ellenállásának szervezésében. A képviselőházban a közlekedésügyi bizottság tagja volt. 1918-ig képviselte Gyergyószentmiklóst. 
Balatonboglár szerelmeseként a település fejlesztését és a templomépítést gyűjtésekkel, rendezvényekkel segítette templomépítést. A Savoy szállodát és a nyugdíjas újságírók üdülőjét is ő építtette. Utóbbi a második világháborúban a lengyel és francia menekülteket fogadta be. A Vízmű Szövetkezet elnöke, a Római Katolikus Egyház egyháztanácsának tagja valamint templomatya is volt. 
Miután Lajos fia tragikus körülmények között elhunyt, az ő emlékére hatmillió koronás alapítványt tett a szegény sorsú és jó magaviseletű elemi iskolások javára. 
Sümegit gyakran meglátogatta Móra Ferenc és Móricz Zsigmond is. Miután házukat lebontották, az ott lévő emléktáblát a vasútállomás melletti sétányra helyezték át.
Házastársa Feleki (Fürst) Kamilla volt, akivel 1888. január 15-én Nagykanizsán kötött házasságot. Gyermekük dr. Sümegi László (1889–1944) vegyészmérnök volt.